# Riihijärvi (sjö i Leppävirta, Norra Savolax, 62,46 N, 28,23 Ö)
Riihijärvi är en sjö i kommunen Leppävirta i landskapet Norra Savolax i Finland. Sjön ligger 83,9 meter över havet. Den är 19,5 meter djup. Arean är 53 hektar och strandlinjen är 3,76 kilometer lång. Sjön  ingår i Vuoksens huvudavrinningsområde.   Den ligger omkring 55 kilometer sydöst om Kuopio och omkring 310 kilometer nordöst om Helsingfors. 